# Trouée de Fulda

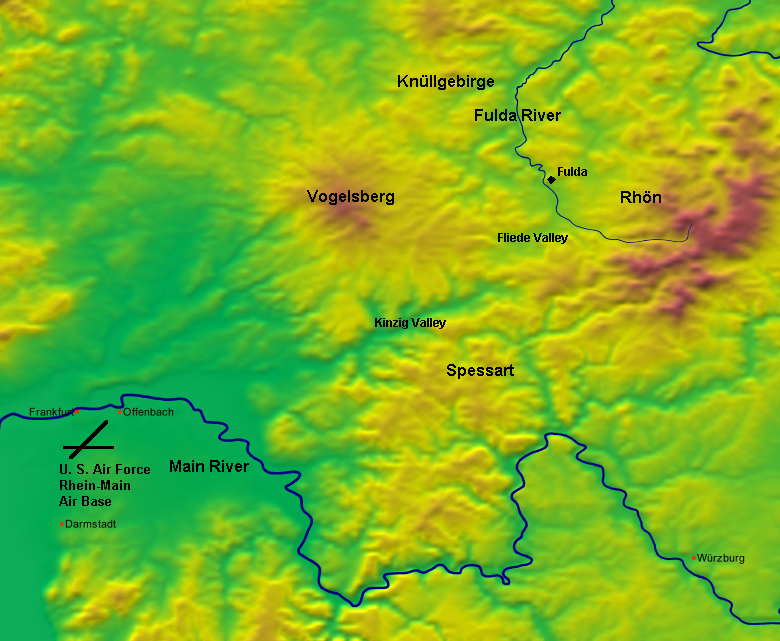
Relief du terrain dans la région de la trouée de Fulda.

La trouée de Fulda (connue en anglais sous le nom de Fulda Gap) est une région de faible altitude située entre la frontière de l'ancienne Allemagne de l'Est et la ville de Francfort, en Allemagne. Tirant son nom de la ville de Fulda, la région avait une importance stratégique majeure au cours de la guerre froide. Le terme de trouée se réfère au corridor de faible altitude considéré comme une passe stratégique située entre les massifs de la Rhön et Knüllwald d'une part, et ceux du Spessart et du Vogelsberg d'autre part, qui se prête facilement à des opérations de grande envergure de la part de forces blindées.
La trouée de Fulda était l'un des deux axes probables d'une hypothétique invasion blindée des forces du pacte de Varsovie contre l'Allemagne de l'Ouest en provenance de l'Europe orientale, et particulièrement d'Allemagne de l'Est. La seconde était celle passant par la grande plaine d'Allemagne du nord. Une troisième, moins probable, passait par la vallée du Danube en Autriche. L'idée d'une bataille de chars dans la trouée de Fulda était un élément fondamental pour la planification de l'OTAN pendant la guerre froide. Ainsi, des armes comme l'hélicoptère d'attaque AH-64 Apache ou le Fairchild A-10 Thunderbolt II ont été conçues dans l'optique de ces combats.

## Une localisation stratégique

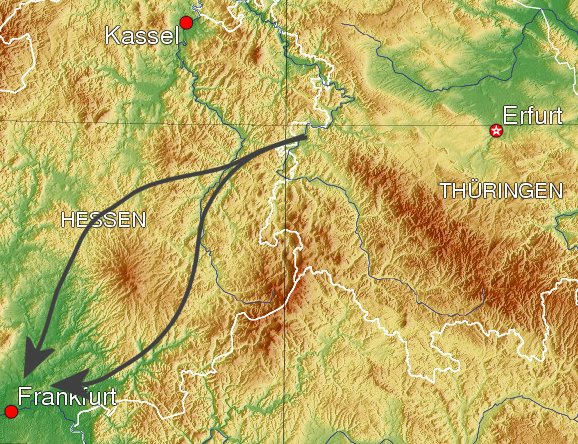
Les deux axes d'attaque théoriques d'une invasion à travers la trouée de Fulda.

Située au débouché de la trouée de Fulda, la ville de Francfort-sur-le-Main était le cœur financier de l'Allemagne de l'Ouest et disposait de deux importantes bases militaires destinées à recevoir des renforts américains en cas de guerre : sa perte aurait constitué un sérieux revers pour l'OTAN. 
De plus, les territoires entre la trouée de Fulda et le Rhin étaient peu accidentés, offrant un terrain favorable à l'avancée des troupes soviétiques et du Pacte, qui auraient pu atteindre et franchir le Rhin avant que l'OTAN ait pu organiser une riposte. Si la trouée de Fulda offrait un chemin moins aisé au mouvement des troupes mécanisées que la grande plaine d'Allemagne du Nord, elle permettait à celles-ci d'accéder directement au cœur du dispositif militaire de l'OTAN en Allemagne de l'Ouest.
Cet itinéraire est à peu près identique à celui que Napoléon Ier choisit pour faire battre en retraite ses armées après leur défaite à la bataille de Leipzig. Napoléon parvint à défaire l'armée bavaro-autrichienne à la bataille de Hanau, non loin de Francfort, puis s'enfuit en toute sécurité en France. De même, le XIIe corps d'armée américain emprunta la trouée de Fulda au cours de la Seconde Guerre mondiale lors de l'invasion de l'Allemagne fin mars-début avril 1945.

## Pendant la guerre froide

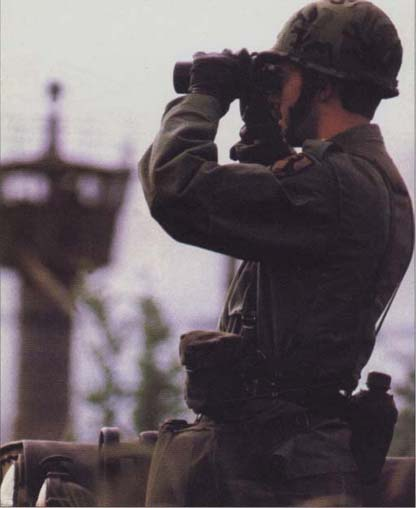
Soldat du 11e régiment de cavalerie blindé américain en service dans la trouée de Fulda pendant la guerre froide.

Les stratèges des deux côtés du rideau de fer prirent conscience de l'importance de la trouée de Fulda et disposèrent en conséquence leurs forces pour la défendre ou l'attaquer. Côté occidental, sa défense incombait principalement au Ve corps d'armée des États-Unis. La frontière fut gardée par le 11e régiment de cavalerie blindée américain de 1972 à 1994. Auparavant, cette mission avait incombé pendant 24 ans au 14e régiment blindé de cavalerie, qui avait lui-même relevé le 3e régiment et la 1re brigade constabulary.
La cavalerie blindée, composée d'unités lourdes de reconnaissance mécanisées équipées de chars et d'autres véhicules blindés, avait pour mission en temps de paix de surveiller la frontière pour repérer les éventuels signes indiquant une attaque soviétique et de ses alliés. En cas de guerre, elle était chargée de retarder cette attaque, le temps de permettre aux autres unités du Ve corps d'armée américain d'être mobilisées et déployées pour défendre la trouée de Fulda. Les autres unités présentes dans la trouée de Fulda étaient la 3e division blindée et la 8e division d'infanterie américaines. 
Le principal adversaire du Ve corps américain était la 8e armée de la Garde soviétique.
Avec la chute du rideau de fer en 1989 et la réunification allemande de 1990, qui a été suivie d'un retrait des forces soviétiques, la trouée de Fulda a perdu son importance stratégique, mais reste un symbole de la guerre froide et de cette période.